# Jardin Serge-Gainsbourg
Jardin Serge-Gainsbourg (česky Zahrada Serge Gainsbourga) je veřejný park, který se nachází v Paříži v 19. obvodu. Park vznikl v roce 2010 a jeho rozloha činí 1,4 ha.

## Poloha
Zahrada se nachází na jihovýchodním okraji 19. obvodu nedaleko Porte des Lilas za městským okruhem. Ten ji ohraničuje ze severu a ze západu. Z jihu je vymezena náměstím Place du Maquis-du-Vercors a na východě Avenue René-Fonck. Z těchto dvou stran se nacházejí vstupy do parku.
Zahrada byla pro veřejnost otevřena 8. července 2010 a je pojmenovaná po francouzském skladateli, zpěvákovi a herci Serge Gainsbourgovi (1928-1991). Místo bylo vybráno s ohledem na umělcův první úspěch, kterým byla píseň Le Poinçonneur des Lilas.